# 대한다원
대한다원(大韓茶園)은 전라남도 보성군 보성읍 봉산리 일대에 있는 보성 지역 최대의 녹차밭이자 관광지이다.

## 개요
보성군 보성읍 봉산리 일대에 있는 최대의 녹차밭이며 대한민국 국내에서 널리 알려진 관광 다원으로 1997년 SK텔레콤의 광고 배경을 통해서 알려졌고 이후 방송에도 여러 차례 소개되었다.
1957년 현재의 봉산리 일대에 녹차잎을 심은 것을 계기로 현재 전국 최대의 녹차 생산지로 각광을 받았으며 매년 봄에 녹차잎을 재배하고 있다.
보성읍에 있는 다원은 제1다원이며 회천면 일대에 제2 대한다원이 별도로 있다.
원래는 무료개방으로 운영되었으나 관광객들의 증가로 인해 유료화가 되었다.
다원의 허가없이 녹차잎 채취, 경작 등은 금지되어있다.

## 역사
1939년 제다(製茶) 업체인 대한다업이 설립되었고 1957년 현재의 보성군 봉산리 일대 임야를 장영섭 회장이 인수하여 대한다업주식회사를 설립하고 녹차밭과 삼나무, 편백나무, 대나무 등을 심으며 보성 지역 최대 녹차밭이 되었고 1994년 관광 농원으로 인가를 받아 개방 사유지로 운영하고 있다.

## 면적 및 규모
보성군 지역 최대의 녹차밭으로 면적은 만 170만평의 녹차밭이 있으며 일부는 개방 관람으로 들릴 수 있고 일부는 재배 목적으로 사용되기 때문에 관계자 이외에 출입이 금지되어있다.
현재 보성읍 봉산리에 있는 대한다원은 대한1다원이며 보성군 회천면에 대한2다원이 별도로 있다

## 재배
매년 5월 즈음에 녹차잎을 재배하며 재배한 녹차잎은 녹차 우전, 세작으로 나누고 그 외에 녹차 가공품 등이 생산된다.
현재는 다원 관계자나 다원에서 허가를 받은 농민만 재배가 가능하고 축제 시기에는 단체 관람객들을 대상으로 녹차잎 재배 체험을 가진다.

## 현황
- 녹차밭 일대(면적 170만평)
- 삼나무숲길
- 대한다원 쉼터(녹차 판매장, 식당)
- 매점(녹차 아이스크림 판매, 광주행 직행버스 매표소(광우고속))

## 주변시설
- 한국차박물관
- 보성군 천문과학관